# Ptilinop de Tanna
El ptilinop de Tanna (Ptilinopus tannensis) és una espècie d'ocell de la família dels colúmbids (Columbidae) que habita zones amb arbres de les illes Vanuatu.